# Flaggen und Wappen der tschechischen Regionen

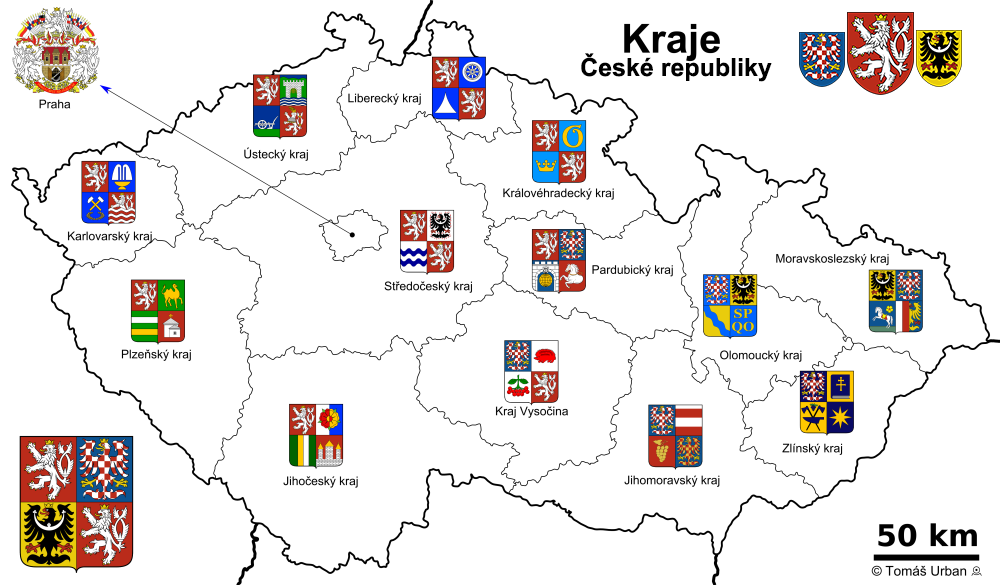
Die Wappen der tschechischen Regionen

Diese Liste zeigt die Flaggen und Wappen der tschechischen Regionen. Jede der 14 tschechischen Regionen (kraj) führt eine eigene Flagge und ein Wappen. Diese werden auf Vorschlag der Region vom Präsidenten des Abgeordnetenhauses erteilt.

## Liste
| Region                                             | Lage | Flagge | Wappen | Anmerkungen |
| -------------------------------------------------- | ---- | ------ | ------ | --- |
| Hlavní město Praha (Hauptstadt Prag)               |      |        |        | Wappenbeschreibung (s. u.). Bedeutung: Die Anzahl der Steinblöcke der Stadtmauer und ihrer Türme entspricht der Anzahl der städtischen Katastergebiete (112). Die Löwen stehen für Böhmen, die Fahnen für die Stadtteile Prags – rechts: Nové Město, Hradčany, Vyšehrad, Libeň, Bubeneč, Košíře, Smíchov, Vršovice, Žižkov, Uhříněves, Horní Počernice, Zbraslav und links: Staré Město, Malá Strana, Josefov (Prag), Holešovice, Břevnov, Karlín, Nusle, Vinohrady, Vysočany, Modřany, Radotín, Dubeč. Praga caput rei republicae (Prag, die Hauptstadt der Republik) ist der Wahlspruch der Stadt. |
| Středočeský kraj (Mittelböhmische Region)          |      |        |        | Wappenbeschreibung. Bedeutung: Der silberne Löwe auf Rot symbolisiert die Zugehörigkeit zu Böhmen. Der schwarze Adler steht für das Herrschergeschlecht der Přemysliden, die Wellenlinie für die Flüsse Moldau und Elbe. |
| Plzeňský kraj (Pilsner Region)                     |      |        |        | Wappenbeschreibung. Bedeutung: Der silberne Löwe auf Rot symbolisiert die Zugehörigkeit zu Böhmen. Das Kamel stammt aus dem Stadtwappen von Pilsen. Das grüne Feld steht für den Böhmerwald und den Oberpfälzer Wald mit den Flüssen Berounka (Weiß) und Otava (Golden). Die St.-Peter-und-Paul-Rotunde symbolisiert Starý Plzenec, das frühmittelalterliche Verwaltungszentrum der Region. |
| Karlovarský kraj (Karlsbader Region)               |      |        |        | Wappenbeschreibung. Bedeutung: Der silberne Löwe auf Rot symbolisiert die Zugehörigkeit zu Böhmen. Der Brunnen steht für die Heilquellen. Hammer und Schlägel symbolisieren den Bergbau in der Region. Der Löwe über den silbernen Wellenbalken stammt aus dem Wappen von Karlovy Vary. |
| Ústecký kraj (Aussiger Region)                     |      |        |        | Wappenbeschreibung. Bedeutung: Der silberne Löwe auf Rot symbolisiert die Zugehörigkeit zu Böhmen. Das Tor steht für die Porta Bohemica und der Pflug für den mythischen Stammvater des böhmischen Herrschergeschlechts Přemysl der Pflüger. Der silberne Löwe ist aus dem Wappen von Ústí nad Labem. |
| Liberecký kraj (Reichenberger Region)              |      |        |        | Wappenbeschreibung. Bedeutung: Die silbernen Löwen auf Rot symbolisiert die Zugehörigkeit zu Böhmen. Das Redernsche Rad stammt aus dem Stadtwappen von Liberec. Die silberne Spitze steht für den Ještěd, den höchsten Berg der Region. |
| Královéhradecký kraj (Königgrätzer Region)         |      |        |        | Wappenbeschreibung. Bedeutung: Der silberne Löwe auf Rot symbolisiert die Zugehörigkeit zu Böhmen. Die Initiale G des böhmischen Königs Georg von Podiebrad stammt aus dem Stadtwappen von Hradec Králové. Die Krone steht für die böhmischen Königinnen. |
| Pardubický kraj (Pardubitzer Region)               |      |        |        | Wappenbeschreibung. Bedeutung: Der silberne Löwe auf Rot symbolisiert die Zugehörigkeit zu Böhmen, der rot-silberne Adler die Zugehörigkeit zu Mähren. Das Tor mit Globus steht für Weltoffenheit. Das Pferd stammt aus dem Wappen von Pardubice. |
| Kraj Vysočina (Region Hochland)                    |      |        |        | Wappenbeschreibung. Bedeutung: Der rot-silberne Adler symbolisiert die Zugehörigkeit zu Mähren. Der Igel stammt aus dem Stadtwappen von Jihlava. Die Eberesche steht als Symbol für die Region Hochland, der silberne Löwe auf Rot für die Zugehörigkeit zu Böhmen. |
| Jihočeský kraj (Südböhmische Region)               |      |        |        | Wappenbeschreibung. Bedeutung: Der silberne Löwe auf Rot symbolisiert die Zugehörigkeit zu Böhmen. Die rote Rose steht für das Adelsgeschlecht der Rosenberger, die goldene Rose für die Herren von Neuhaus. Das grüne Feld symbolisiert die Wälder, durch die der Goldene Steig führt (goldener Pfahl) und die Moldau (silberner Pfahl). Die Mauertürme stammen aus dem Stadtwappen von České Budějovice. |
| Jihomoravský kraj (Südmährische Region)            |      |        |        | Wappenbeschreibung. Bedeutung: Der rot-silberne Mährische Adler symbolisiert die Zugehörigkeit zu Mähren. Die rot-weißen Balken stammen aus dem Wappen von Brünn. Die Weintraube steht für die Mährische Slowakei und der gold-rote Adler ist ein Symbol der Versöhnung und Integration: Im Verbund mit dem Mährischen Adler im ersten Feld steht er für das Ende der Streitigkeiten zwischen den verschiedenen sprachlichen, religiösen und nationalen Gruppen und Bürger von Südmähren, vor allem zwischen dem tschechischen und deutschen Sprachraum.                                             |
| Olomoucký kraj (Olmützer Region)                   |      |        |        | Wappenbeschreibung. Bedeutung: Der rot-silberne Mährische Adler symbolisiert die Zugehörigkeit zu Mähren und der Schlesische Adler die Zugehörigkeit zu Schlesien. Das dritte Feld steht für die Getreidefelder der Haná und das Gebiet Slezská Haná (Gold) sowie den mährischen Hauptfluss March (Wellenbalken). SPQO (in Anlehnung an S.P.Q.R.) steht für Senatus populusque Olomucensis (lat.) und heißt Senat und Volk von Olmütz. |
| Moravskoslezský kraj (Mährisch-Schlesische Region) |      |        |        | Wappenbeschreibung. Bedeutung: Der Schlesische Adler symbolisiert die Zugehörigkeit zu Schlesien, der rot-silberne Mährische Adler die Zugehörigkeit zu Mähren. Das Pferd stammt aus dem Wappen von Ostrava. Der rot-weiße Balken steht für das Herzogtum Troppau und der halbe Adler für das Herzogtum Teschen. |
| Zlínský kraj (Zliner Region)                       |      |        |        | Wappenbeschreibung. Bedeutung: Der rot-silberne Mährische Adler symbolisiert die Zugehörigkeit zu Mähren. Das Buch mit Patriarchenkreuz steht für das Zentrum Großmährens als Wirkungsort der Slawenapostel Kyrill und Method. Äxte, Pflugschar und Weintraube stellen die Vielfalt der Region dar: Die Äxte stehen für die Mährische Walachei, die Pflugschar für die Haná und die Weintraube für die Mährische Slowakei. Der Stern stammt aus dem Wappen von Zlín. |

## Wappenbeschreibung

### Hlavní město Praha
Der Schild zeigt in Rot eine zinnengekrönte goldene Stadtmauer mit drei goldene Türmen und mit schwarzem Tor, in dessen aufgezogenem Fallgitter sich ein geharnischter silberner Arm mit silbernem Schwert befindet. Zwei Böhmische Löwen sind Schildhalter. Auf dem Schild ruhen drei goldgekrönte Krötenkopfhelme, die von rot-goldenen Helmdecken behangen sind. Aus der mittleren Krone wächst der Böhmische Löwe, aus den beiden anderen jeweils zwölf Fahnen mit goldenen Stangenspitzen. Unter dem Postament ist ein rotes Band mit dem Spruch in schwarzen Majuskeln: „PRAGA CAPUT REI REPUBLICAE“. → Bedeutung.

### Středočeský kraj
Im in Rot und Silber gevierten Wappenschild ist im ersten und vierten Feld der Böhmische Löwe, im zweiten Feld der Wenzelsadler und im dritten Feld zwei blaue Wellenbalken. → Bedeutung.

### Plzeňský kraj
Im in Rot und Grün gevierten Wappenschild ist im ersten Feld der Böhmische Löwe und im zweiten Feld ein goldenes nach links laufendes Kamel. Im dritten Feld ist ein silberner und ein goldener Balken und vierten eine silberne Rundkirche mit gegittertem Dach, schwarzem Fenster und goldenem breitarmigen gemeinem Kreuz auf dem Turm. → Bedeutung.

### Karlovarský kraj
Im in Rot und Silber gevierten Wappenschild ist im ersten Feld der Böhmische Löwe, im zweiten Feld ein goldener Brunnen mit zwei silbernen Fontänen. Im dritten Feld kreuzen sich über zwei goldenen Lorbeerzweigen ein silberner Hammer und ein silberner Schlägel (beide mit goldenem Stiel), und im vierten Feld wächst der Böhmische Löwe aus drei silbernen Wellenbalken. → Bedeutung.

### Ústecký kraj
Im in Rot und Blau gevierten Wappenschild ist im ersten Feld der Böhmische Löwe. Im zweiten Feld steht auf drei silbernen Wellenbalken ein silberner gezinnter und gemauerter Torturm (mit gezogenem goldenem Gitter) vor einem ihn überragenden grünen Dreiberg. Im dritten Feld ist über dem grünen Schildfuß ein silberner Pflugschar mit einem silbernen sechsspeichigen Rad. Im vierten Feld ist der Böhmische Löwe mit geschlossenem Visierhelm, auf dem ein goldener halber Flug aufsitz; der Löwe trägt einen silbergefehten Umhang mit goldgefehten Lappen und sein Doppelschwanz wurde mit zwei goldenen Knoten geschnürt. → Bedeutung.

### Liberecký kraj
Im in Rot und Blau gevierten Wappenschild ist im ersten und vierten Feld der Böhmische Löwe, im zweiten Feld ein silbernes achtspeichiges Rad und im dritten Feld eine freie, abgeschnittene und eingebogene silberne Spitze. → Bedeutung.

### Královéhradecký kraj
Im in Rot und Blau gevierten Wappenschild ist im ersten und vierten Feld der Böhmische Löwe, im zweiten Feld die goldene Majuskel „G“ und im dritten Feld eine goldene Krone. → Bedeutung.

### Pardubický kraj
Im in Rot und Blau gevierten Wappenschild ist im ersten Feld der Böhmische Löwe und im zweiten Feld der rot-silbern geschachte Mährische Adler. Im dritten Feld ist ein silberner gemauerter Torturm mit vier Zinnen und goldenem Globus im Tor; der Torturm reicht bis an den Schildrand und hat eine schwarze Lyra am Schlussstein. Im vierten Feld befindet sich ein silbernes halbes Pferd mit goldenen Zügeln. → Bedeutung.

### Kraj Vysočina
Im gevierten Wappenschild ist im ersten blauen Feld der Mährische Adler und im silbernen zweiten Feld ein roter Igel. Im silbernen dritten Feld hängen elf rote Beeren an grünem Stiel, und im roten vierten Feld ist der Böhmische Löwe. → Bedeutung.

### Jihočeský kraj
Im gevierten Wappenschild ist im roten ersten Feld der Böhmische Löwe. Im zweiten Feld, das in Silber und Blau gespalten ist, befindet sich eine Rose mit über dem Spalt in Rot und Gold geteilten Blütenblättern sowie einem Butzen mit verwechselten Farben. Im grünen dritten Feld steht ein breiter gespaltener Pfahl in Gold und Silber und im roten vierten Feld eine bis an den Schildrand reichende silberne Mauer mit drei goldgedeckten Türmen, von denen der mittlere am breitesten und höchsten ist. → Bedeutung.

### Jihomoravský kraj
Im gevierten Wappenschild ist im roten ersten Feld der Mährische Adler in silber-rotem Geschacht, im blauen vierten Feld jedoch im gold-roten Geschacht. Im roten zweite Feld befindet sich ein silberner Balken unter einem silbernen Schildhauptfaden und im roten dritten Feld eine goldene Weintraube. → Bedeutung.

### Olomoucký kraj
Im in Blau und Gold gevierten Wappenschild ist im ersten Feld der Schlesische Adler, im zweiten Feld der böhmische Löwe und im dritten Feld ein blauer schrägrechter Wellenbalken auf goldenem Grund und im letzten die goldenen Majuskeln „S“ „P“ „Q“ „O“ im Geviert gestellt. → Bedeutung.

### Moravskoslezský kraj
Im gevierten Wappenschild ist im goldenen ersten Feld der Schlesische Adler, im blauen zweiten Feld ein Mährischer Adler in silber-rotem Geschacht. Im blauen dritten Feld springt ein goldgesatteltes silbernes Pferd mit roter Satteldecke unter einer goldenen Rose mit rotem Butzen auf dem grünen Schildfuß. Das vierte Feld ist gespalten: Rechts ist ein silberner und ein roter Pfahl und links steht ein halber goldener Adler mit roter Bewehrung und Zunge am Spalt. → Bedeutung.

### Zlínský kraj
Im in Blau und Gold gevierten Wappenschild ist im ersten Feld der Mährische Adler in silber-rotem Geschacht und im zweiten Feld ein blaues Buch mit goldenem Patriarchenkreuz auf dem Einband. Im dritten Feld schwebt eine blaue Weintraube mit grünem Blatt zwischen zwei gekreuzten blauen Äxten, deren Klingen auswärts weisen und über denen eine blaue, nach rechts zeigende Messerklinge liegt. Im vierten Feld ist ein achtstrahliger goldener Stern. → Bedeutung.